# آنری بوکر
آنری بوکر (انگلیسی: Henri Bouckaert; ۳ مهٔ ۱۸۷۰ – ۲۹ آوریل ۱۹۱۲) قایقران روئینگ اهل فرانسه بود.